# باسيثي

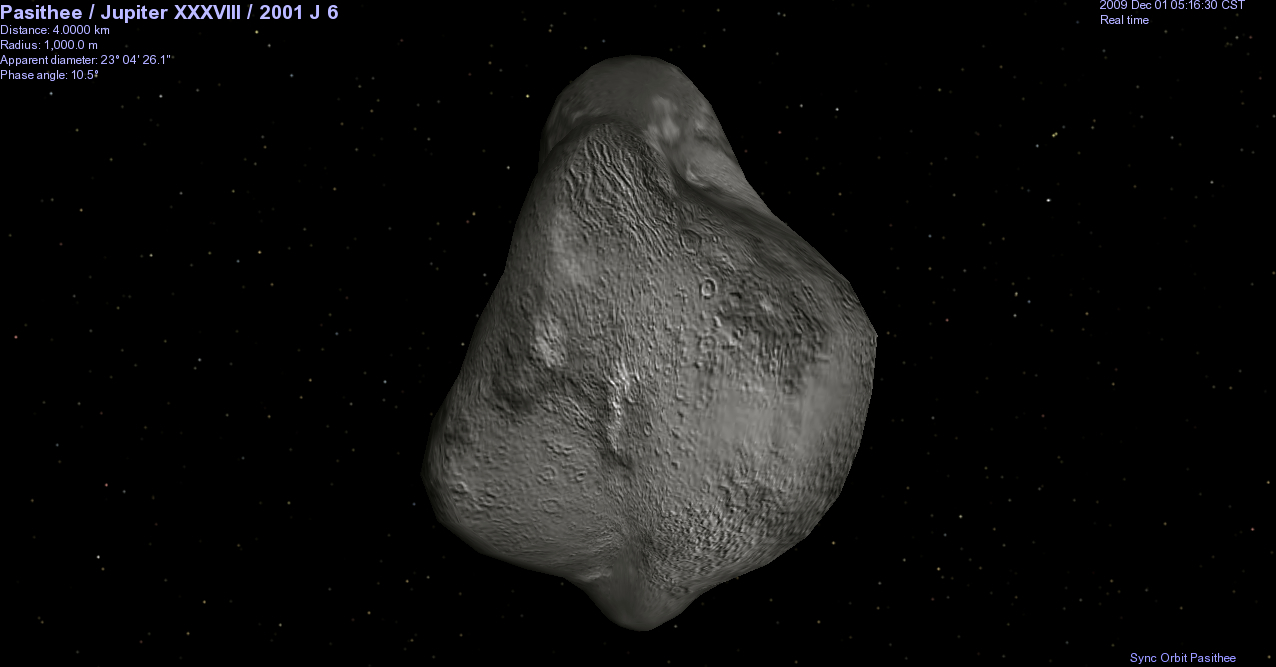
تقديم أحد الفنانين للقمر باسيثي عبر استعمال برنامج سيليستيا

القمر باسيثي (بالإنجليزية: Pasithee)‏ المعروف أيضاً باسم المشتري الثامن والثلاثون (بالإنجليزية: Jupiter  XXXVIII)‏، هو قمر طبيعي غير نظامي يتحرك بحركة تراجعية تابع لكوكب المشتري.
وينتمي هذا القمر إلى مجموعة كارم المكونة جميعها من أقمار غير نظامية وتتحرك بحركة تراجعية دائرة حول المشتري على مسافة تتراوح بين 23 و 24 جيجامتر وزاوية ميلان تبلغ تقريباً 165°.

## اكتشافه
اكتشف هذا القمر فريق من علماء الفلك من جامعة هاواي بقيادة سكوت شيبارد في عام 2000 للميلاد، وتمت تسميته مؤقتاً بالاسم S/2001 J 6.

## خصائصه
يدور هذا القمر حول كوكب المشتري على مسافة متوسطة تبلغ 23,307 ميغامتر في 727.933 يوماً، بزاوية ميل يبلغ قدرها 166 درجة في اتجاه (°164 من خط الاستواء في المشتري) حسب مسير الشمس مع شذوذ مداري يبلغ قدره 0.3289.
و يبلغ قطر هذا القمر حوالي كيلومترين.